# Beishanlong
Beishanlong — рід гігантських орнітомімозаврів ранньої крейди Китаю. Це другий за величиною відомий орнітомімозавр, після дейнохейруса.

## Відкриття та найменування
Три скам'янілості Beishanlong були знайдені на початку двадцять першого століття на північному заході Китаю в замку Білого Привида в провінції Ганьсу. Типовим видом є Beishanlong grandis, описаний і названий в Інтернеті у 2009 році групою китайських і американських палеонтологів і офіційно опублікований у січні 2010 року тим же Пітером Маковіцкі, Лі Дайціном, Гао Кеціном, Метью Левіном, Грегорі Еріксоном і Марком Норреллом. Родова назва поєднує посилання на Бей-Шань, «Північні гори», з китайським long — «дракон». Видова назва в перекладі з латині означає «великий», що стосується розміру тіла.
Бейшаньлун жив на пізньому аптському етапі, а його скам'янілості були виявлені в шарах групи Сіньмінпу у формації Сягоу. Голотип FRDC-GS GJ (06) 01-18, знайдений у 2006 році, складається з часткового скелета без черепа. Паратипи складаються з двох екземплярів, знайдених у 2007 році: один із залишків задніх кінцівок, інший, FRDC-GS JB(07)01-01, є парою лобків. Четверту скам'янілість, знайдену в 1999 році, IVPP V12756, що складається з кісток стопи, було попередньо віднесено до виду.

## Опис
Бейшаньлун має значні розміри, що наближається до найбільших відомих особин Gallimimus, які, за оцінками, досягають восьми метрів. Згідно з описом, Бейшаньлун «є одним із найбільших остаточних орнітомімозаврів, описаних досі, хоча гістологічний аналіз показує, що особина голотипу все ще росла на момент смерті». Гістологічне дослідження кісткової структури малогомілкової кістки виявило тринадцять або чотирнадцять ліній росту, що вказує на те, що особина була недорослою, хоча ріст уже сповільнився. Розмір цієї недорослої особини оцінюється в 5,9–7 м в довжину і 375—626 кг маси тіла.
Конструкція Beishanlong була досить міцною. Руки та ноги були довгими, хоча й не мали надзвичайно подовжених рук, ніг та кігтів пізніших форм.

## Класифікація
Описувачі віднесли Beishanlong до Ornithomimosauria, у більш базальному положенні. Beishanlong був тісно пов'язаний з орнітомімозавром Harpymimus. Разом вони утворили політомію з головною гілкою орнітомімозаврів трохи нижче Garudimimus. У 2014 році Yuong-Nam Lee та ін. відновив Beishanlong як члена Deinocheiridae, базального до клади, що містить Garudimimus і Deinocheirus.

## Галерея

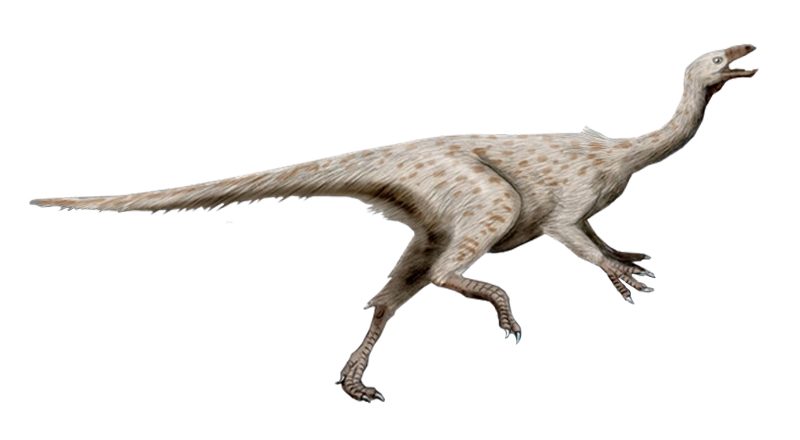
Художнє представлення
Розмір